# جوناس فيلانويفا
جوناس فيلانويفا مواليد 31 مارس 1983 في بولاكان، الفلبين، هو لاعب كرة سلة فلبيني معتزل. بدأ مسيرته الاحترافية في سنة 2007. لعب في الرابطة الفلبينية لكرة السلة كلاعب هجوم خلفي. حمل الرقم 11.

## المسيرة الاحترافية
لعب مع سان ميغيل بيرمن من سنة 2007 إلى 2010، ثم لعب مع ستار هوتشوتز من سنة 2010 إلى 2013، ثم لعب مع باراكو بول إنرجي في موسم 2013–2014.